# مات فوكس
مات فوكس (بالإنجليزية: Matt Fox) هو لاعب كرة قاعدة أمريكي، ولد في 4 ديسمبر 1982 في كولومبوس في الولايات المتحدة.

## وصلات خارجية
- مات فوكس على موقع دوري كرة القاعدة الرئيسي (الإنجليزية)
- مات فوكس على موقعبيزبول رفرنس.كوم (الدوري الرئيسي) (الإنجليزية)
- مات فوكس على موقعبيزبول رفرنس.كوم (الدوري الثانوي) (الإنجليزية)
- مات فوكس على موقع مشجعي الرسوم البيانية (الإنجليزية)